# Palomares del Río
Palomares del Río là một đô thị ở tỉnh Sevilla, Tây Ban Nha. Theo điều tra dân số của Viện thống kê quốc gia Tây Ban Nha năm 2005, đô thị này có dân số 4728 người.
Tai nạn hạt nhân
Năm 1966, một máy bay ném bom B-52 Mỹ mang theo bom hạt nhân đã va chạm với một máy bay tiếp nhiên liệu trên bầu trời Palomares. Hai quả bom đã bị hư do vụ va chạm và làm thoát plutonium ở trung tâm Palomares và các đồi xung quanh.